# Maigret e il cliente del sabato

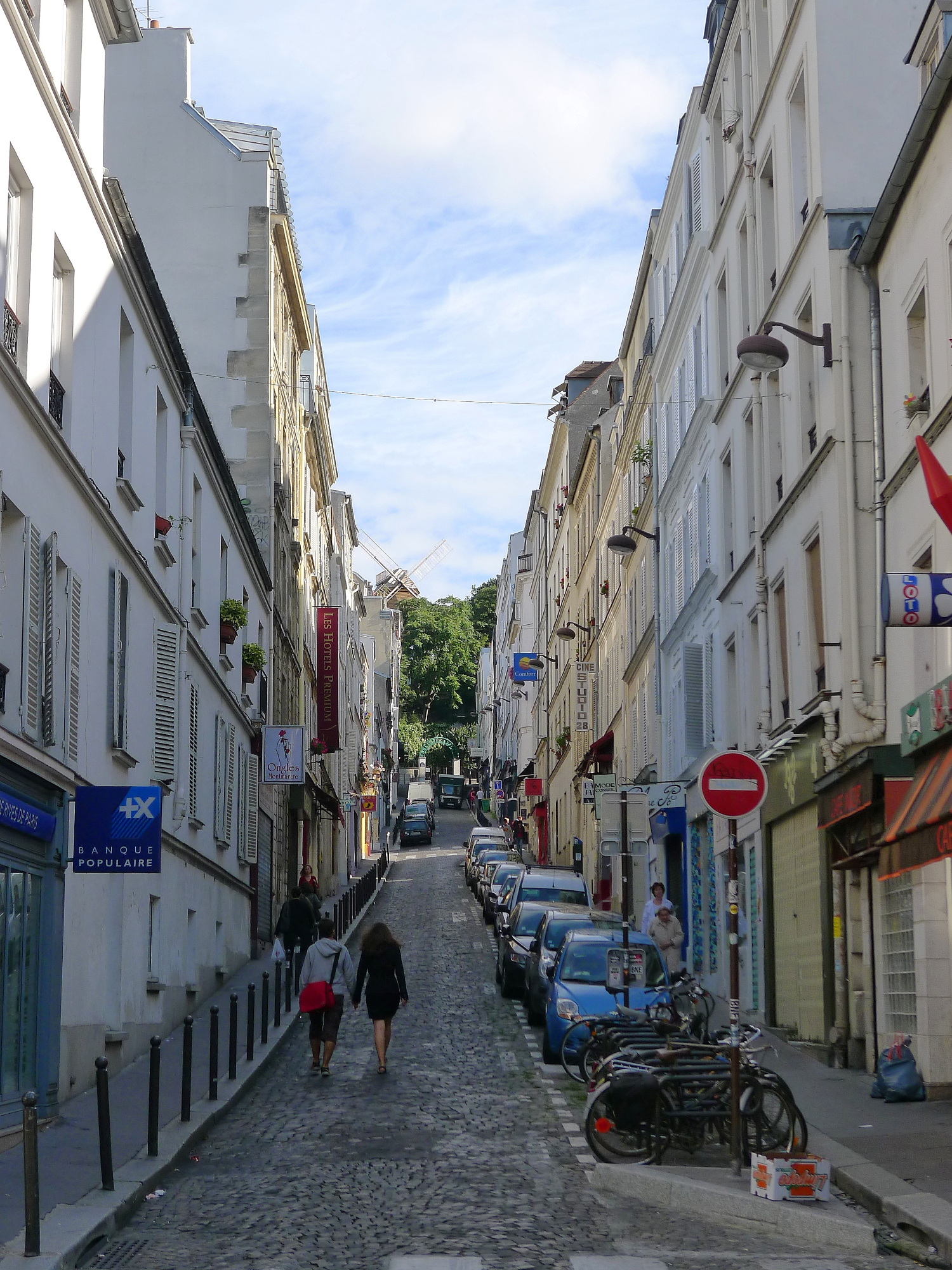
Rue Tholozé, Parigi

Maigret e il cliente del sabato (titolo originale francese Maigret et le Client du samedi) è un romanzo poliziesco di Georges Simenon con protagonista il commissario Maigret, il cinquantanovesimo della serie con protagonista il celebre detective della polizia francese.
Scritto dal 21 al 27 febbraio 1962 in Svizzera, fu pubblicato nel novembre 1962 presso l'editore Presses de la Cité; uscì contemporaneamente a puntate sul quotidiano Le Figaro, dal 15 novembre all'8/9 dicembre 1962.

## Trama
Léonard Planchon, un uomo debole e complessato (ha un labbro leporino), segue Maigret a casa perché vuole parlargli. È stato spesso di sabato al Quai des Orfèvres ma è sempre andato via prima di essere ricevuto dal commissario: per questo lo chiamano "il cliente del sabato", e in effetti anche oggi che raggiunge Maigret a casa è sabato. Planchon ha ereditato dal suo padrone una piccola impresa di pittura edile che va abbastanza bene. Sua moglie Renée ha un'amante, Roger Prou, un uomo bello e muscoloso che lavora con lui e che a poco a poco vuole prendersi il suo posto nel lavoro e nella vita. Si è reso conto che passa le sere da solo nei bar per non affrontare la situazione ma ora, per salvare almeno la figlia Isabella, ha deciso di farla finita e vuole ucciderli. Maigret gli fa promettere di chiamarlo ogni giorno e il giorno successivo inizia a investigare recandosi in rue Tholozé, dove Planchon abita e ha l'impresa ma lui è sparito.
Maigret scopre che Planchon, due settimane prima, aveva venduto l'azienda a Prou, promettendo inoltre di andarsene e accettare il divorzio. La moglie sostiene che se n'è andato, portandosi due valigie, ma nessuno sa dov'è andato. Maigret scopre quindi che i soldi della vendita (30.000 vecchi franchi) sono ancora in casa, sotto il pavimento della stanza di Isabella, non li ha portati con sé. Il ritrovamento mette in imbarazzo i due amanti che cominciano quasi a litigare.
Una settimana più tardi il corpo di Planchon viene ripescato dalla Senna, con diversi colpi alla testa. Maigret non può occuparsi del seguito del caso, ma scoprirà l'estate successiva che l'atto di cessione dell'impresa era falso, con la firma imitata. I due amanti davanti alla corte si difenderanno ognuno per proprio conto, cercando di gettare la responsabilità sull'altro. La deposizione di Planchon presso Maigret, con l'intenzione di ucciderli, varrà come attenuante, lui beccherà venti e lei otto anni.

## Adattamenti

### Televisione
- Episodio dal titolo Keishi to tsuma o netorareta otoko, telefilm giapponese, con Kinya Aikawa (Commissaire Maigret), in onda nel 1978.
- Episodio dal titolo Le client du samedi, facente parte della serie televisiva Les enquêtes du commissaire Maigret per la regia di Pierre Bureau, trasmesso per la prima volta su Antenne 2 il 16 gennaio 1985, con Jean Richard nel ruolo del commissario Maigret.

## Edizioni italiane
- Maigret e il cliente del sabato, traduzione di Elena Cantini, Collana Le inchieste del commissario Maigret nº 38, Milano, Arnoldo Mondadori Editore, 1967. - Collana Oscar n.335, Mondadori, 1971; Collana Oscar Gialli n.293, Mondadori, 1993, ISBN 88-04-36864-0; Postfazione di Alberto Savinio, Collana Oscar Narrativa n.1369, Mondadori, 1994, ISBN 88-04-38676-2.[2].
- Maigret e il cliente del sabato, traduzione di Giovanna Rizzarelli, Collana gli Adelphi nº 319, Milano, Adelphi, 2007,  p. 136, ISBN 978-88-459-2235-0.